# Záboří nad Labem (nádraží)
Záboří nad Labem (dříve v němčině Saborsch an der Elbe) je železniční stanice ve stejnojmenné obci na adrese U Nádraží 62, 285 74 Záboří nad Labem. Nachází se ve východní části středních Čech v Středočeském kraji, v okrese Kutná Hora v blízkosti řeky Labe. Leží na trati Praha – Česká Třebová elektrizované soustavou 3 kV DC.

## Historie
Nádraží vzniklo na nově budované trati společnosti Severní státní dráha z Olomouce do Prahy v letech 1843-1845, přičemž sloužilo k primární obsluze města Týnec nad Labem, za kterýmžto účelem byla do kilometr vzdáleného sídla zbudována ze Záboří nová silnice a most nahrazující původní přívoz. Slavnostní vlak stanicí projel 20. srpna 1845 za osobního řízení inženýra Jana Pernera, který trať navrhl. (Perner byl synovcem týneckého mlynáře, což jej v této lokalitě trati dostalo do střetu zájmů).
Návrh původně empírové budovy je připisován, stejně jako u všech stanic na této trase, architektu Antonu Jünglingovi. Ve svém původním půdorysu byla později pouze rozšířena o postranní krytá nástupiště. Stanice několikrát měnila svůj název: Saborosch (Záboří), potom Elbeteinitz (Týnec nad Labem-Labská Týnice), od roku 1918 do počátku 21. století Týnec nad Labem - Záboří nad Labem (během druhé světové války stanice pojmenována opět německy). Od roku 1961 stanice nese název Záboří nad Labem.
Roku 1957 byl zahájen elektrický provoz na trati procházející stanicí .

## Modernizace
Stanicí prochází I. a III. železniční koridor, leží na trase IV. panevropského železničního koridoru. V letech 2003-2005 byla dokončena rekonstrukce stanice a úpravy parametrů nádraží na koridorovou stanici: nachází se zde ostrovní nástupiště s podchodem, byl instalován elektronický informační systém pro cestující a výpravní budova prošla opravou. Expresní spoje mohou stanicí projíždět rychlostí až 160 km/h. Stanice je vybavena staničním zabezpečovacím zařízením - elektronickým stavědlem ESA 11, které je dálkově ovládáno z Centrálního dispečerské pracoviště Praha.